# جون إدموندسون
جون إدموندسون (بالإنجليزية: John Edmondson)‏ هو ملحن أمريكي، ولد في 3 فبراير 1933 في توليدو في الولايات المتحدة، وتوفي في 30 ديسمبر 2016.